# Prótese

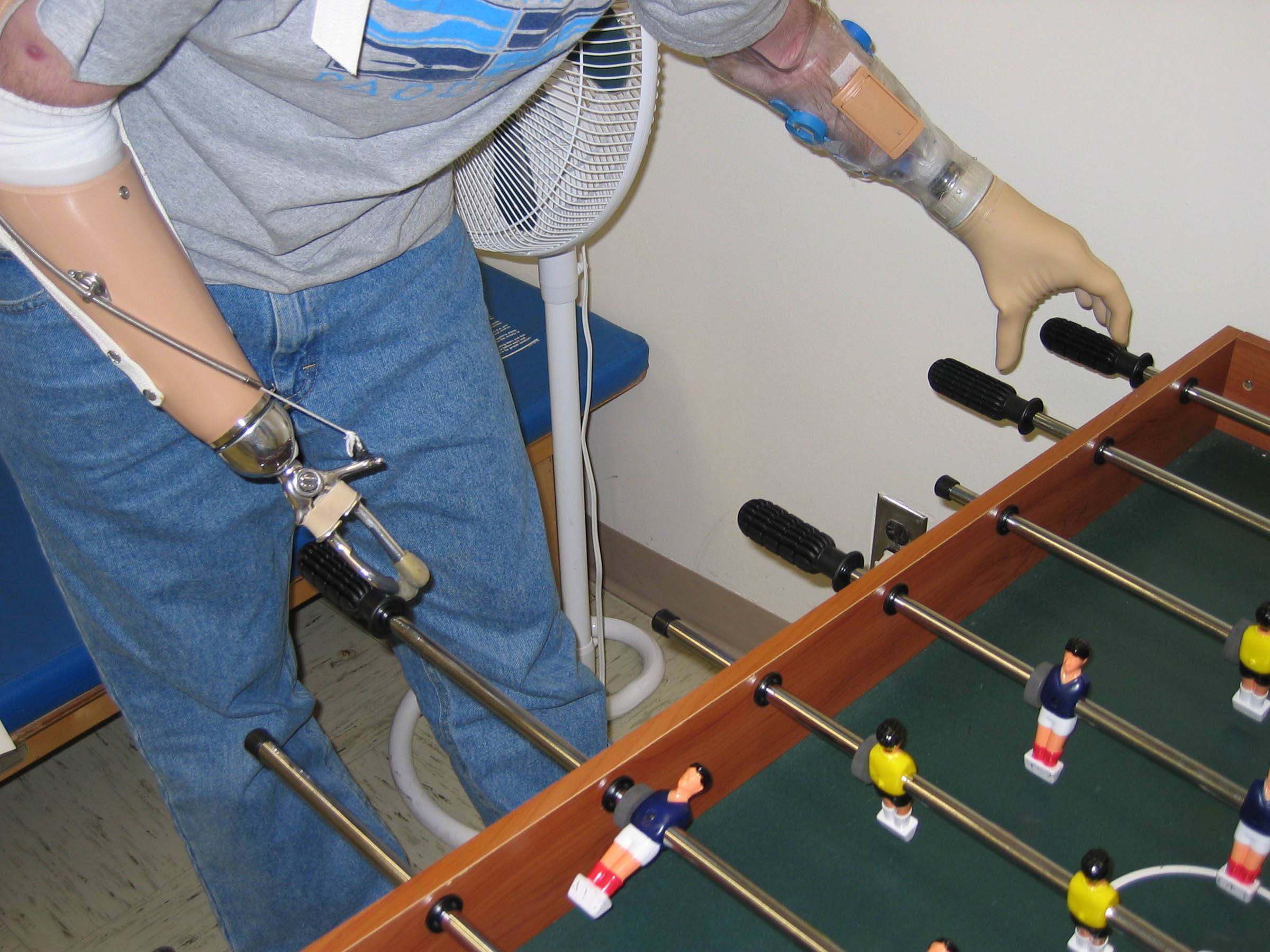
Um homem com dois braços protéticos jogando futebol de mesa.

Prótese (do grego antigo prósthesis, "adição, aplicação, acessório") é o componente artificial que tem por finalidade suprir necessidades e funções de indivíduos acometidos por amputações, traumas ou deficiências físicas. 
Quando uma pessoa perde algum membro do corpo, no lugar é posto uma prótese mecânica. Essa prótese responde a qualquer impulso nervoso, virando um substituto ideal, com a vantagem de ser mais resistente.
As próteses podem também ser internas, para substituição de articulações ósseas (operação da anca). Geralmente são prescritas por médicos, cirurgião dentista,veterinários, fisioterapeutas e terapeutas ocupacionais.

## Próteses X implantes
Uma prótese substitui um membro ou uma parte do organismo - prótese de mão (mão artificial), prótese de membro inferior (perna artificial) -, enquanto um implante acrescenta volume ou função a algo que já existe (implante mamário, implante peniano).

## Próteses odontológicas
Prótese odontológica é aquela destinada a restabelecer a função mastigatória e estética dos dentes perdidos ou fraturados. Imprescindível à saúde geral, uma boa mastigação dos alimentos propicia uma melhor digestão, aumentando a absorção de nutrientes. Tanto para idosos como para jovens, existem dezenas de materiais utilizados, como ouro, prata, titânio, porcelana, zircônia, alumina e resina, entre outros, todos materiais biocompatíveis.
São elaboradas em laboratórios protéticos pelos dentistas e técnicos em prótese dentária, devidamente formados e diplomados, registrados nos respectivos conselhos de odontologia.

## Peça protética
Peça protética um objeto artificial que é ajustado ao corpo humano. Após a instalação do implante, aguarda-se de dois a três meses para a colocação das peças protéticas no caso de maxilares inferiores, e de quatro a cinco meses para o maxilar superior. Esta diferença de tempo se deve a qualidade de dureza óssea de um e de outro caso. Há casos dos implantes de carga imediata, onde a prótese, no caso ainda com características provisórias, é colocada imediatamente após a fixação do implante. São casos mais específicos, onde além da qualidade do osso , deve ser analisada também a quantidade de carga mastigatória que esta peça vai sofrer.

### Órtese
Órteses são dispositivos utilizados na área da saúde, com a finalidade de melhorar a capacidade funcional do indivíduo, alinhando, prevenindo e até corrigindo deformidades das partes móveis do corpo. É utilizada na oftalmologia (optometria) para correção de erros refrativos em casos não patológicos, onde as deformidades do olho são compensadas por lentes oftálmicas e lentes de contato. Órteses utilizadas na oftalmologia para adaptação de lentes de contato e ortoqueratologia. Também utilizada órtese para correção de estrabismos através de prismas e oclusores.

Protese Ocular

### Prótese ocular
As próteses oculares são utilizadas para manter a cavidade orbitária, tônus dos músculos das pálpebras, manter a fisiologia das vias excretoras de lágrimas e principalmente a estética.
A prótese ocular pode ser de dois tipos: de estoque, quando a peça é pré-fabricada e adaptada ao paciente e a individualizada, realizada com a moldagem do defeito oftálmico do paciente e confeccionada para se adaptar perfeitamente à cavidade, sendo a íris (parte colorida do olho) pintada à mão pelo especialista em prótese buco maxilofacial, isso permite uma prótese que se movimenta acompanhando o olho sadio e muito mais estética, podendo o paciente retornar as suas atividades normais.

## Próteses e Impressoras 3D
A impressão 3D está inserida num conceito denominado RP (Rapid Prototyping) ou prototipação rápida, onde criamos uma peça a partir de um desenho.  Esse tipo de processo permite a criação de um objeto de maneira mais rápida, utilizando meios de produção economicamente acessíveis para grande parte da população. Ao final, o produto resultante desse um processo de pode ficar muito mais barato que o comercial correspondente. 
Esse tipo de processo está sendo utilizando para impressão de próteses para membros inferiores e superiores, tornando-as acessíveis para as pessoas que não tenham condições de pagar por uma prótese comercial.
A partir de modelos 3Ds disponibilizados na Internet, qualquer um que tenha uma impressora 3D pode imprimir uma prótese. As próteses, em sua maioria, são de materiais plásticos bem resistentes, como o ABS, também utilizado na fabricação de capacetes de escalada.
Alguns projetos visam fomentar a rede de construção e distribuição de próteses feitas em impressoras 3D

## Pesquisa
Usando uma impressora sofisticada 3D de design personalizado, cientistas da Wake Forest Baptist Medical Center provaram que é possível imprimir estruturas de tecidos vivos para substituir tecido lesionado ou doentes em pacientes.